# Francisco Hormaeche Orbegozo
Francisco de Hormaeche Orbegozo (Bilbao, 12 de agosto de 1803 – París, 23 de mayo de 1862) fue una personalidad vizcaína considerado ideólogo del liberalismo fuerista. Ocupó los cargos de regidor oñacino de 1833 a 1835 y secretario de gobierno del Señorío de Vizcaya en los períodos 1833-1848 y 1850-1852. En 1837 y 1839 fue diputado a Cortes moderado, al igual que en 1841.

## Biografía

### Entorno familiar
Casó en primeras nupcias con Rosa de Echevarría (13-7-1829) y tras el fallecimiento de esta (7-9-1843) con su cuñada Adela de Echevarría (1846). Su hijo Ramón se casó (4-4-1883) con Dolores Jáuregui Zabálburu, hija de Juan José Jáuregui Ibaceta. Recibió su primera educación en la escuela que dirigía en Bilbao Alberto Lista.

### Primeras actuaciones políticas públicas
El historiador Joseba Agirreazkuenaga sitúa a Francisco Hormaeche como una nueva generación de liberales bilbaínos que se estrenaron en la política activa en los años del Trienio Liberal, siendo miembros activos de la milicia nacional liberal, que se enfrentaron a los invasores franceses en 1823 y se retiraron hasta La Coruña, donde se vieron obligados a capitular. Sin embargo, el historiador José Ramón Urquijo Goitia ofrece como primera actuación pública conocida de Francisco de Hormaeche la publicación de un folleto narrando la estancia de los reyes Fernando VII y Amalia en Bilbao, en 1828.  Otro autor como José María de Areilza narra en su "Historia de una conspiración romántica" (pp. 94-96) nos relata que cuando el rey visita el Señorío en aquella fecha, el Ayuntamiento bilbaíno acuerda publicar en su honor una «Memoria» que contiene la relación de los festejos celebrados para recibir al Soberano. Se titula: La célebre década de Bilbao, o sea Memoria de los festejos con que su muy ilustre Ayuntamiento ha procurado obsequiar a SS. MM. los Reyes nuestros Señores D. Fernando Séptimo y Dª. Josefa María Amalia durante su permanencia en esta M. N. y M. L. Villa de regreso para la Corte. Se encarga de su redacción a D. Francisco de Hormaeche y va relatando los diversos actos que con asistencia de los reyes, Fernando y Amalia, y de D. Tadeo Calomarde, que como ministro los acompañaba, se desarrollaron en la Villa.

### Al servicio de la Diputación de Vizcaya durante laprimera guerra carlista
En 1833 es elegido para formar parte de la Diputación, en calidad de regidor, que quedó dividida como consecuencia de la primera guerra carlista. Al realizarse la reestructuración de la Diputación pasó a ocupar el puesto de secretario del Señorío (25-12-1833), en el que se mantuvo durante toda la guerra. Dicho nombramiento interino se convirtió en propiedad al año siguiente (7-6-1834) y fue considerado como servicios a la administración central dependientes del Ministerio de Gobernación tal y como se señala en su hoja de servicios. En representación de la Diputación formó parte de la Junta de Armamento y Defensa (4-9-1836/23-2-1837). El comandante general de Vizcaya le nombró secretario de dicha Junta y al mismo tiempo del gobierno político de la provincia. A principios de noviembre de dicho año se le comisionó, junto con Romualdo de Arellano, para que pasasen a Madrid a exponer al gobierno la situación en que se hallaban y la necesidad de pedir la colaboración de los aliados extranjeros. Dicha comisión no pudo realizarse por el cierre del cerco militar a Bilbao. Finalizado el asedio, Hormaeche se dirigió a Madrid con la misión de lograr del gobierno el pago de los gastos ocasionados por la guerra y ayuda militar para evitar la destrucción de la plaza. Durante este periodo, en nombre de la Diputación de Vizcaya, formó parte de casi todas las comisiones importantes y redactó los principales escritos dirigidos al gobierno y a los jefes militares, con motivo de las tensas relaciones que mantuvieron en torno a la cuestión de las instituciones forales y el suministro a las tropas. A principios de septiembre de 1839, aunque escrito dos meses antes, apareció en la Revista de Madrid el famoso artículo de Hormaeche en que se defendía que una de las causas de la guerra era el temor a la pérdida de los fueros, y abogaba por la necesidad de separar la causa de Don Carlos de la de los fueros. Hormaeche es uno de los autores de la famosa Representación de los vascongados y navarros residentes en Madrid pidiendo la conservación de los fueros de sus provincias, que los parlamentarios vascos presentaron al gobierno tras la paz de Bergara y antes de que se discutiese en las Cortes la ley de 25 de octubre de 1839.

### Política foralista (1839-1851)
El 10 de diciembre de 1839 las Juntas Generales de Vizcaya le nombraron secretario de la Diputación y su comisionado en Corte para el arreglo de la cuestión de los fueros. Dicha comisión estaba integrada además por Casimiro de Loizaga, Manuel María Aldecoa y Martín Antonio de Ozámiz-Jausolo. Fue reelegido para el cargo de Secretario en 1841, permaneciendo en el mismo hasta 1852. Las funciones de comisionado le fueron renovadas en 1844, 1846 y 1848; y no se admitió su dimisión en 1850. Por tal razón, aunque era el secretario de la Diputación, sus ausencias obligaban a la existencia de un sustituto, Manuel de Barandica. Su nombramiento para la comisión de arreglo de los Fueros le obligó a trasladarse a Madrid, en donde su principal interlocutor era Agustín Armendáriz, quien presidía la Junta consultiva creada por el Ministerio para concluir la cuestión foral. La dimisión de la Reina Regente se produjo cuando aún no se había concluido el acuerdo en la cuestión foral. Los nuevos ministros progresistas deseaban llevar a término lo más pronto posible, haciendo menos concesiones que sus predecesores. La nueva Junta estaba presidida por Agustín Fernández de Gamboa y formaba parte de ella Claudio Antón Luzuriaga. Tras la Octubrada de 1841, Hormaeche es cesado en sus cargos (noviembre de 1841). Su reposición se produjo tras la victoria de los moderados, pero renunció a su puesto de secretario el 29 de agosto de 1844. Al constituirse un Ministerio moderado, se nombraron nuevamente comisionados en Corte y, ante la dimisión de los elegidos, se recurrió a Hormaeche. Una de las misiones fundamentales era la negociación de un restablecimiento pleno del régimen foral. El 11 de diciembre de 1844 fue nombrado jefe político de León, cargo que no aceptó por la necesidad de atender a sus labores como representante de Vizcaya. Durante este bienio, Hormaeche y Mugartegui realizaron numerosas gestiones en Madrid, que resultaron en su mayor parte infructuosas. Ello motivó que en 1846 presentaran su dimisión, días antes de celebrarse las Juntas de Guernica. Al plantearse la necesidad de solucionar urgentemente la cuestión de los presupuestos de 1846, se convocó una reunión (24-7-1846) de las tres provincias, en la que los representantes vizcaínos fueron Pedro Novia de Salcedo, Joaquín de Arguinzóniz y Francisco Hormaeche. La frustración producida por la inexistencia de acuerdos motivó que presentase su dimisión en diversas ocasiones (1847, 1849 y 1850). El año 1851 abandona definitivamente sus responsabilidades en las instituciones forales al ser nombrado secretario del gobierno político de Madrid (8-2-1851), siendo ministro de Gobernación Fermín Arteta.

### Diputado en Cortes
Su primera aparición en las listas de votaciones se produjo en julio de 1836, pero las Cortes no se reunieron por haber sido disueltas con motivo de la sublevación de La Granja. Resultó elegido para la legislatura 1837-1839 para representar a Vizcaya, jurando su cargo el 7 de diciembre de 1837. Su única intervención importante tuvo lugar el 16 de julio de 1838, para oponerse a la distribución de la contribución de guerra relativa a las provincias vascas. Formó parte de varias comisiones. Reelegido (1841-1843), tomó parte en pocas comisiones y su único discurso fue para hablar sobre el traslado de las aduanas a la costa. Representó a Vizcaya en las Cortes que redactaron la Constitución de 1845, siendo impugnada su elección porque ejercía el cargo de secretario de la Diputación, pero la comisión aceptó su nombramiento porque había presentado la dimisión con anterioridad. Juró su cargo el 10 de enero de 1845, cuando se habían realizado más de 60 sesiones y no intervino en ninguna ocasión. Volvió a ser elegido para la siguiente legislatura (1846-1850), esta vez por el distrito de Guernica (Vizcaya), jurando su cargo el 24 de noviembre de 1847. Su única intervención se produjo el 17 de noviembre de 1849 para enfrentarse a Manuel Sánchez Silva en relación con un reparto de hombres y dinero a las provincias vascongadas. En la de 1850-1851 volvió a contar con el respaldo del distrito de Guernica, jurando su cargo el 10 de noviembre de 1850. Debido a su nombramiento como secretario del Gobierno civil de Madrid, se dictaminó que debía someterse a reelección (22-2-1851). Al día siguiente presentaba su renuncia “movido de un sentimiento de delicadeza”. Reelegido juró su cargo el 4 de abril de 1851. No intervino en ninguna ocasión. Reelegido para la legislatura 1851-1852 por la misma circunscripción, juró su cargo el 12 de junio de 1851. No pronunció discurso alguno. Volvió a representar a Guernica en la legislatura 1853-1854, jurando su cargo el 18 de marzo de 1853. No intervino en ninguna ocasión. En las semblanzas de diputados publicadas en 1850 hacen una descripción suya que resulta arquetípica de cierto grupo de diputados vascos, preocupados exclusivamente por el respeto del fuero y por conservar los privilegios para ocupar cargos en España.

### Cargos en la Administración del Estado
Aunque en 1851 abandona sus responsabilidades políticas en Vizcaya, Hormaeche a partir de ahora simultaneará su condición de diputado en Cortes con la de funcionario en el Ministerio de Gobernación. El 1 de mayo de 1851 pasaba Hormaeche al Ministerio de Gobernación con el título de oficial tercero de la clase de segundos. Pocos días después (19 de mayo) ascendía a oficial primero de la misma clase. Dos años más tarde (16-3-1853) era objeto de una nueva promoción al concedérsele el título de jefe del cuerpo de la administración civil y oficial primero. Tras la caída del Ministerio Lersundi-Egaña, Hormaeche inicia una nueva etapa administrativa como es la confirmación del título de oficial primero tras la reestructuración del Ministerio de la Gobernación (21-10-1853), subdirector del Ministerio (21-1-1854). El 13 de junio de 1854 se le concedieron dos meses de licencia para restablecer su salud, razón por la que no vivió en su puesto los acontecimientos revolucionarios de dicho año. El nuevo Ministerio le declaró cesante, al igual que a numerosos funcionarios nombrados por los moderados (9-8-1854). Con el regreso de los moderados, la carrera de Hormaeche adquirió mayor relevancia. El 20 de agosto de 1856 era nombrado gobernador civil de Santander, cuya posesión tuvo lugar un mes más tarde (18 de septiembre). El 16 de octubre fue trasladado en comisión al mismo puesto en la provincia de Alicante. Cargo que evidentemente no llegó a ejercer, pues el 20 de octubre de 1856 fue nombrado cónsul en Bayona, del que tomó posesión en el mes de noviembre. Dicho nombramiento era considerado como una comisión de servicios. Permaneció en él hasta el 3 de marzo de 1860, en que salió con destino a París para cuyo consulado había sido nombrado a principios de año (31-1-1860). Falleció en el desempeño del mismo.

## Escritos
- "De las causas que más inmediatamente han contribuido a promover en las Provincias Vascongadas la Guerra civil"  publicado en La Revista de Madrid (1839).
- Autor de la parte histórica de "Viaje pintoresco por las Provincias Vascongadas" (Bilbao, Delmas, 1846) y del capítulo Bilbao de la descriptiva de la misma obra.
- Escribió también varias memorias y artículos y es autor de la, importante aportación historiográfica en su época